# Стейсі Макгог
Стейсі Макгог (англ. Stacy McGaugh, народився 11 січня 1964 р.) — американський астроном та професор Департаменту астрономії Західного резервного університету Кейса у Клівленді, штат Огайо. Його наукові інтереси включають галактики з низькою поверхневою яскравістю, формування і еволюцію галактик, тестування темної матерії і альтернативних гіпотез, і вимірювання космологічних параметрів.

## Біографія та праці
Стейсі Макгог був студентом Массачусетського технологічного інституту і аспірантом у Принстоні та Мічиганському університеті (захистив докторську дисертацію 1992 р.). Після докторантури він займав посади у Кембриджському університеті, Інституті Карнегі і Ратґерському університеті до приходу на факультет Мерілендського університету 1998 р. У 2012 році він переїхав до Західного резервного університету Кейса. Одружений, має двох дітей. Він отримав почесні звання Видатного випускника Північної середньої школи Флінта (штат Мічиган) (2001 р.) і Департаменту астрономії Мічиганського університету (2013 р.).
Відомий в області позагалактичної астрономії за свої ранні роботи про галактики з низькою поверхневою яскравістю і вмісту елементів в зонах HII, Макгог також сприяв вивченню кінематики галактик, будучи одним з перших, хто вказав, що в галактиках з низькою поверхневою яскравістю темна матерія домінує і що вони створюють проблему збуреного гало. Він також придумав вираз «баріонне співвідношення Таллі — Фішера». Він спрогнозував відношення першого до другого піку амплітуди спектру акустичної потужності космічного мікрохвильового фонового випромінювання. Макгог виявив дивовижну підтримку модифікованої ньютонівської динаміки, запропонованої Мордехаєм Мілгромом як альтернатива темній матерії, в своїй роботі над галактиками з низькою поверхневою яскравістю. Це виявилося дуже суперечливим, оскільки припускає, що не існує небаріонної темної матерії, існування якої є центральним для фізичної космології. Проте його прогнози для розподілу мас Чумацького Шляху і дисперсії швидкості карликових сфероїдальних галактик-супутників спіральної галактики Андромеди в значній мірі були підтверджені подальшими спостереженнями.